# Księga Mądrości
Księga Mądrości [Mdr], Mądrość Salomona – w katolickim i prawosławnym kanonie Biblii jedna z dydaktycznych (mądrościowych) ksiąg Starego Testamentu, zaliczana do ksiąg deuterokanonicznych. Wyznawcy judaizmu i Kościoły protestanckie odrzucają jej kanoniczność, zaliczając Księgę Mądrości do utworów apokryficznych.

## Autorstwo i czas powstania
Tytuł przyjęty w greckich i wczesnołacińskich rękopisach – Mądrość Salomona – ma wskazywać na autorstwo Salomona, króla Izraela, co autor księgi dość często sugeruje. Dziś jednak stanowczo zaprzeczają temu badania nad językiem greckim – czas powstania określa się na podstawie stylu literackiego na II wiek p.n.e.
Najważniejszą rzeczą w Księdze Mądrości jest to, iż pojawiają się w niej informacje na temat odmiennego losu po śmierci sprawiedliwych i niesprawiedliwych, czego nie zawiera Biblia hebrajska. Księga opowiada o cechach świętości, poszukiwaniu mądrości i ukazuje mądrość w dziejach Izraela. 
Nauka Księgi na temat Mądrości Bożej przydała się później autorom Listów Apostolskich przy formułowaniu nauki o Synu Bożym.

## Treść Księgi Mądrości
W 19 rozdziałach tej księgi omawiane są następujące zagadnienia:
- Świętość - prawdziwa Mądrość życiowa
  - grzech zamyka drogę do mądrości
  - żaden grzech nie ujdzie bezkarnie
  - grzech wiedzie do śmierci
  - grzech przesłania prawdziwe wartości
  - odmienne losy świętych i grzesznych w życiu i po śmierci
  - niepłodność a cudzołożne potomstwo
  - ocena przedwczesnej śmierci sprawiedliwego
  - koniec bezbożnych
- Nauka Mądrości
  - Mądrość potrzebna władcom
  - kto szuka Mądrości, łatwo ją znajdzie
  - zamiary autora
  - Mądrość - skarb najcenniejszy
  - prośba o natchnienie
  - pochwała Mądrości
  - owoce Mądrości
  - modlitwa o Mądrość
- Mądrość w dziejach
  - przykłady z życia patriarchów
  - Mądrość wyzwala Izraela z niewoli egipskiej
  - Izrael i Egipt: wody Nilu i woda ze skały
  - łaskawość Boża względem Egipcjan
  - łaskawość Boża względem mieszkańców Kanaanu
  - nauki płynące z postępowania Boga
  - nierozumność kultu sił przyrody
  - nierozumność bałwochwalstwa
  - źródła bałwochwalstwa
  - zgubne skutki bałwochwalstwa
  - wyrzeczenie się bałwochwalstwa
  - grzech twórców bożków pogańskich
  - bałwochwalstwo Egipcjan
  - Egipt a Izrael: plaga żab i przepiórki
  - Egipt a Izrael: szarańcza i wąż miedziany
  - Egipt a Izrael: różne działania żywiołów
  - Egipt a Izrael: ciemności i słup ognisty
  - Egipt a Izrael: anioł śmierci
  - Egipt a Izrael: przejście przez Morze Czerwone
  - Egipt a Sodoma
  - końcowe wnioski